# Dniestr
Dniestr (ukr. Дністер, Dnister, rum. Nistru, w starożytności gr. Tyras lub Nester) – rzeka płynąca przez Ukrainę i Mołdawię (a w praktyce będąc granicą mołdawsko-naddniestrzańską). Rzeka należy do zlewiska Morza Czarnego. Długość – 1362 km, powierzchnia zlewni – ok. 68 tys. km². 

## Historia nazwy
W okresie starożytnym rzeka nazywana była po stgr. Τύρης lub Τύρας, w łac. Tyras, z kultury regionu irańskiego. W epoce bizantyńskiej zaczęto używać stgr. Δάvαστρις i łac. Danăster, po słowiańsku *Dunestru, a następnie w ukr. Дністер, w pol. Dniestr, w ros. Днестр, zaś w rum. Nistru.

## Przebieg
Główne źródła Dniestru leżą w Karpatach Wschodnich, około 3 km na południe od ukraińskiej wsi Rozłucz, pod kulminacją Czontyjówki (913 m n.p.m.). W górnym biegu ma charakter rzeki górskiej, potem płynie Wyżyną Wołyńsko-Podolską głęboko wciętym jarem z licznymi bystrzami (porohami). W dolnym biegu płynie przez Nizinę Czarnomorską. Uchodzi do Morza Czarnego w limanie Dniestru o szerokości 9 km i długości 32 km.
Na rzece – w okolicy miasta Nowodniestrowsk – zlokalizowana jest Dniestrzańska Elektrownia Wodna. Nieopodal miasta Dubosary znajduje się natomiast mniejsza elektrownia i zbiornik wodny.

## Katastrofa ekologiczna
We wrześniu 1983 roku doszło do awarii tamy, separującej od rzeki zbiornik na odpady z fabryki w Stebniku, produkującej nawóz na bazie siarczanu potasu. Do rzeki dostało się około 4,5 miliona m³ tej soli, która nie rozpuściwszy się w wodzie osiadała na dnie i przemieszczała się w dół biegu rzeki. Zanieczyszczenie zatrzymało się na tamie Nowo-Dniestrowskiej, gdzie zakumulowało się ponad milion m³ substancji. Na odcinku Dniestru przekraczającym 500 kilometrów substancje trujące zabiły całą biosferę rzeki, jak również zwierzęta hodowlane i ptaki, które piły zatrutą wodę. Katastrofa bezpośrednio nie doprowadziła do śmierci ludzi. Pod zarzutem niedopatrzenia aresztowano ośmiu pracowników fabryki. Sąd uniewinnił ich jednak, a za przyczynę katastrofy uznano skomplikowaną strukturę geologiczną terenu. Autorzy pracy An Enviromental History of Russia nazwali to wydarzenie jedną z największych katastrof ekologicznych w ZSRR.

## Dopływy Dniestru[3]

### Lewobrzeżne
- Chaszczówka
- Mszaniec
- Lenina
- Jabłonka
- Strwiąż
- Wereszyca
- Szczerek
- Zubrza
- Zubrza
- Boberka
- Świrz
- Gniła Lipa
- Woronica
- Horożanka
- Złota Lipa
- Jahorłyk
- Koropiec
- Murafa
- Smotrycz
- Strypa
- Dżuryn
- Seret
- Niczława
- Studzienica
- Uszyca
- Zbrucz

### Prawobrzeżne
- Bystrzyca
- Byk
- Łomnica
- Łukwa
- Reut
- Stryj
- Świca
- Siwka

## Miasta nad Dniestrem
Ważniejsze miasta leżące nad Dniestrem:
- Halicz
- Sambor
- Zaleszczyki
- Chocim
- Mohylów Podolski
- Jampol
- Bendery
- Tyraspol
- Białogród nad Dniestrem.

## Obszary chronione
- Unguri-Holoșnița